# Zweig

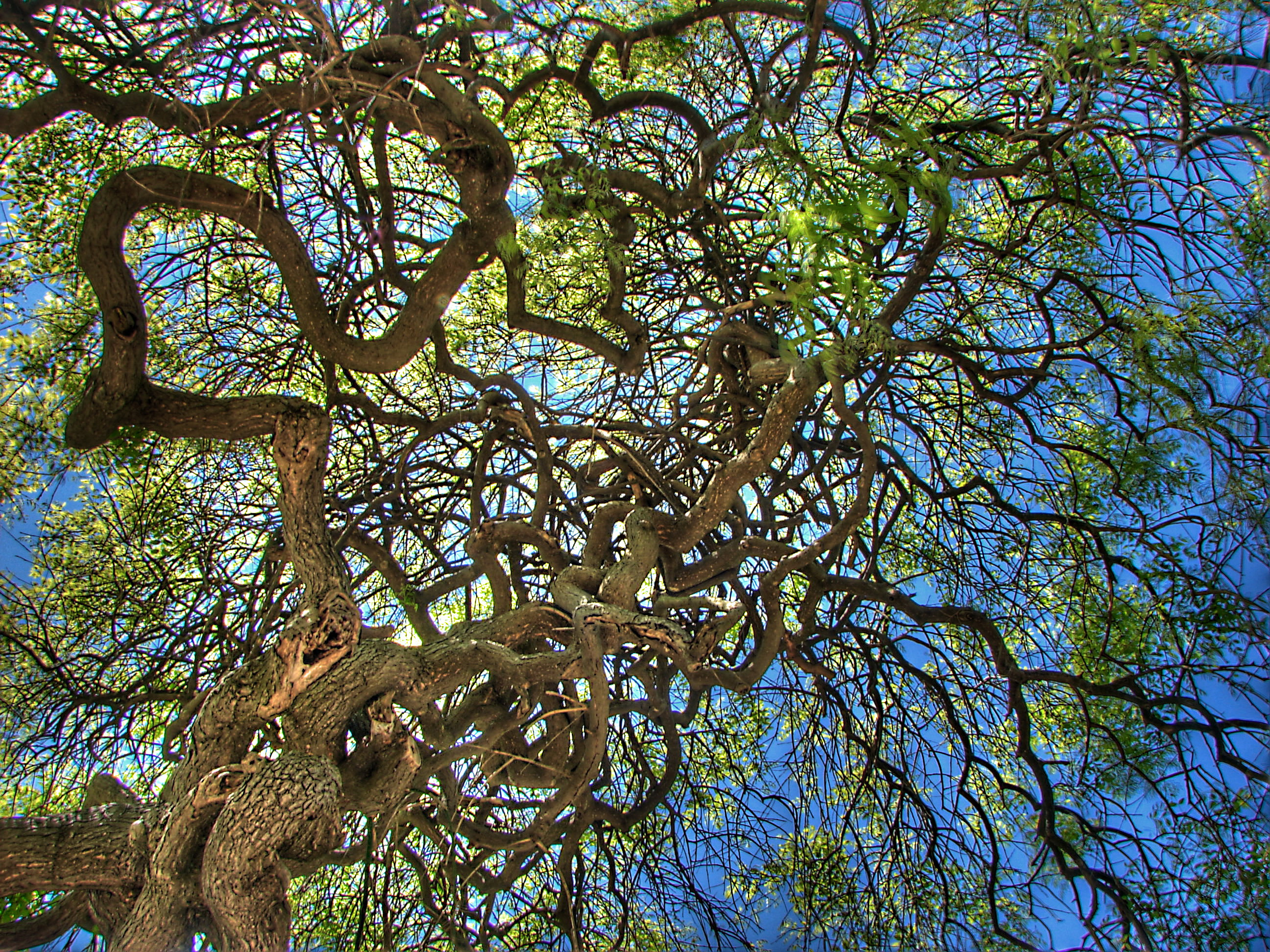
Verzweigter Maulbeerbaum im Emirgan-Park in Istanbul

Zweig ist in der Botanik im weiteren Sinn jedes an einem anderen Organ entstandene neue Organ, wenn es dem ersteren morphologisch gleichwertig ist, so dass man also von einem verzweigten Stängel, Ast, Wurzel, Blatt, von verzweigten Zellen, Gefäßen etc. redet. 
Im engeren Sinn versteht man darunter die Verzweigungen des Stängels bzw. des Asts und unterscheidet je nach der Art der Zweigbildung und der Entstehung des Zweigs Gabelzweige, achselständige Zweige oder Achselsprosse und Adventivzweige.
Jungtriebe des Zweigs nennt man Spross.